# Рејсланд (Кентаки)
Рејсланд (енгл. Raceland) град је у америчкој савезној држави Кентаки.

## Демографија
По попису из 2010. године број становника је 2.424, што је 69 (2,9%) становника више него 2000. године.
| Група             | 2000.         | 2010.         |
| Белци             | 2.327 (98,8%) | 2.393 (98,7%) |
| Афроамериканци    | 11 (0,5%)     | 11 (0,5%)     |
| Азијати           | 1 (0,0%)      | 6 (0,2%)      |
| Хиспаноамериканци | 8 (0,3%)      | 1 (0,0%)      |
| Укупно            | 2.355         | 2.424         |